# James Jeggo
James Alexander Jeggo (Viena, 12 de fevereiro de 1992) é um futebolista profissional australiano, que atua como defensor.

## Carreira

### Melbourne Victory
James Jeggo se profissionalizou no Melbourne Victory, em 2010.

## Seleção
James Jeggo integrou a Seleção Australiana de Futebol na Copa das Confederações de 2017.

## Títulos
Adelaide United
- FFA Cup: 2014

Sturm Graz
- Copa da Áustria: 2017–18